# Wages of Sin
Wages of Sin é o quarto álbum de estúdio da banda sueca Arch Enemy, lançado em 25 de abril de 2001 pela gravadora Century Media Records. Foi o primeiro álbum com a vocalista Angela Gossow, que substituiu Johan Liiva em 2000.

## Faixas
| Wages of Sin — Edição padrão. |                         |                                                     |         |  |
| N.º                           | Título                  | Compositor(es)                                      | Duração |  |
| 1.                            | "Enemy Within"          | Christopher Amott, Michael Amott e Angela Gossow    | 4:21    |  |
| 2.                            | "Burning Angel"         | Christopher Amott e Michael Amott                   | 4:17    |  |
| 3.                            | "Heart of Darkness"     | Christopher Amott e Michael Amott                   | 4:52    |  |
| 4.                            | "Ravenous"              | Christopher Amott, Michael Amott e Angela Gossow    | 4:06    |  |
| 5.                            | "Savage Messiah"        | Christopher Amott, Michael Amott e Sharlee d'Angelo | 5:18    |  |
| 6.                            | "Dead Bury Their Dead"  | Michael Amott                                       | 3:55    |  |
| 7.                            | "Web of Lies"           | Christopher Amott e Michael Amott                   | 3:56    |  |
| 8.                            | "The First Deadly Sin"  | Christopher Amott, Michael Amott e Angela Gossow    | 4:20    |  |
| 9.                            | "Behind the Smile"      | Christopher Amott e Michael Amott                   | 3:28    |  |
| 10.                           | "Snow Bound"            | Christopher Amott e Michael Amott                   | 1:34    |  |
| 11.                           | "Shadows and Dust"      | Christopher Amott e Michael Amott                   | 4:28    |  |
| 12.                           | "Lament of Mortal Soul" | Christopher Amott, Michael Amott e Angela Gossow    | 6:36    |  |
| Duração total:                | Duração total:          | Duração total:                                      | 51:11   |  |

## Créditos
Os créditos seguintes foram adaptados do portal AllMusic.
- Angela Gossow – vocais
- Christopher Amott – guitarra
- Michael Amott – guitarra rítmica e produção
- Sharlee d'Angelo – baixo
- Daniel Erlandsson – bateria
- Fredrik Nordström – engenheiro, produção e teclado
- Andy Sneap – engenheiro, masterização e mixagem
- Per Wiberg – teclado, mellotron e piano
- Peter Wildoer – bateria

## Crítica profissional
Wages of Sin recebeu, em geral, análises positivas por parte dos críticos especializados, os quais elogiaram Angela Gossow por sua habilidade vocal. Blake Jessop, da Blistering, escreveu que ela conduz os vocais com maestria. No entanto, ele escreveu que "embora menos diverso do que Liiva, o estilo de death metal mais tradicional da cantora confere ao álbum um ar incomumente brutal, embora ligeiramente menos criativo." Dennis, um crítico da Lords of Metal, elogiou a performance dos vocais femininos de Angela Gossow como excepcionalmente notável, destacando uma melhoria significativa em relação ao vocalista anterior da banda, Johan Liiva. Da mesma forma, Jeff, do Metal Storm, aclamou o álbum como um lançamento destacado no ano de 2002. Notavelmente, Jeff enfatizou que o álbum não apenas entregou excelência musical, mas também quebrou noções preconcebidas ao mostrar que as mulheres não estão limitadas apenas a gêneros caracterizados por estilos atmosféricos e góticos.
Ty Brookman e Jon Eardley, contribuintes da Metal Review, manifestaram surpresa diante da habilidade vocal de Angela Gossow. Brookman relatou seu ceticismo inicial ao saber da escolha de Arch Enemy por uma vocalista feminina, considerando-a um possível obstáculo para a trajetória da banda. No entanto, a exposição subsequente ao álbum o levou a revisar sua perspectiva, afirmando que a entrega vocal de Gossow está em igualdade com a de talentosos vocalistas masculinos. Eardley, alinhado em opinião com seu colega, considerou que este álbum em particular hospeda "uma das melhores performances vocais de 2001". Em sua avaliação, o álbum alcançou o status de uma verdadeira obra-prima, posicionando-o como um exemplar de excelência musical dentro de seu contexto temporal.
Chris Flaaten, crítico da Chronicles of Chaos, avaliou o álbum em questão como o ápice da discografia da banda, elogiando sua qualidade de produção otimizada e um amplo espectro de diversidade musical. Flaaten enfatizou ainda o papel fundamental desempenhado por Angela Gossow no conjunto, observando como ela personificava as necessidades da banda. Em contraste, Serge Regoor, representando a Archaic Magazine, reconheceu a qualidade excepcional da performance vocal de Gossow. No entanto, ele propôs que, apesar das melhorias vocais notáveis, estas ainda ficavam aquém em comparação com a virtuosidade exibida no âmbito da habilidade na guitarra.
Haavard Holm, um contribuinte da Tartarean Desire, exaltou a banda e afirmou que Wages of Sin se destaca como um marco de excelência para potenciais concorrentes superar. Outro contribuinte da Tartarean Desire, Vincent Eldefors, aprovou a performance de Angela Gossow, proclamando-a como uma das mais proeminentes vocalistas no âmbito do metal extremo. Eldefors estabeleceu um elo comparativo entre Gossow e a ex-vocalista da Opera IX, Cadaveria, situando-a assim dentro de uma linhagem de notáveis vocalistas femininas no gênero. Por sua vez, Adam Bregman, da AllMusic, compartilhou sua perspectiva sobre a contribuição de Gossow, considerando-a um complemento apropriado para uma banda que ocupa um nicho de singularidade dentro do gênero do metal.
Borivoj Krgin, do Blabbermouth, exaltou a qualidade de produção do álbum, considerando-o o mais notável entre todos os lançamentos de Arch Enemy. El Cid, um crítico do Metal Rules, elogiou o conjunto musical, destacou a presença de arpejos e enfatizou a precisão da bateria.